# Macellum
Un macellum est un marché à l'époque romaine. Il se présentait sous la forme d'un espace clos avec une entrée unique, et comportait un certain nombre d'emplacements, avec des étals en pierre pour présenter les marchandises.
Son existence favorisait la vie urbaine en organisant le commerce : fréquemment, le macellum disposait d'étalons de mesure, que l'on a retrouvés gravés dans la pierre (mesures de longueur).

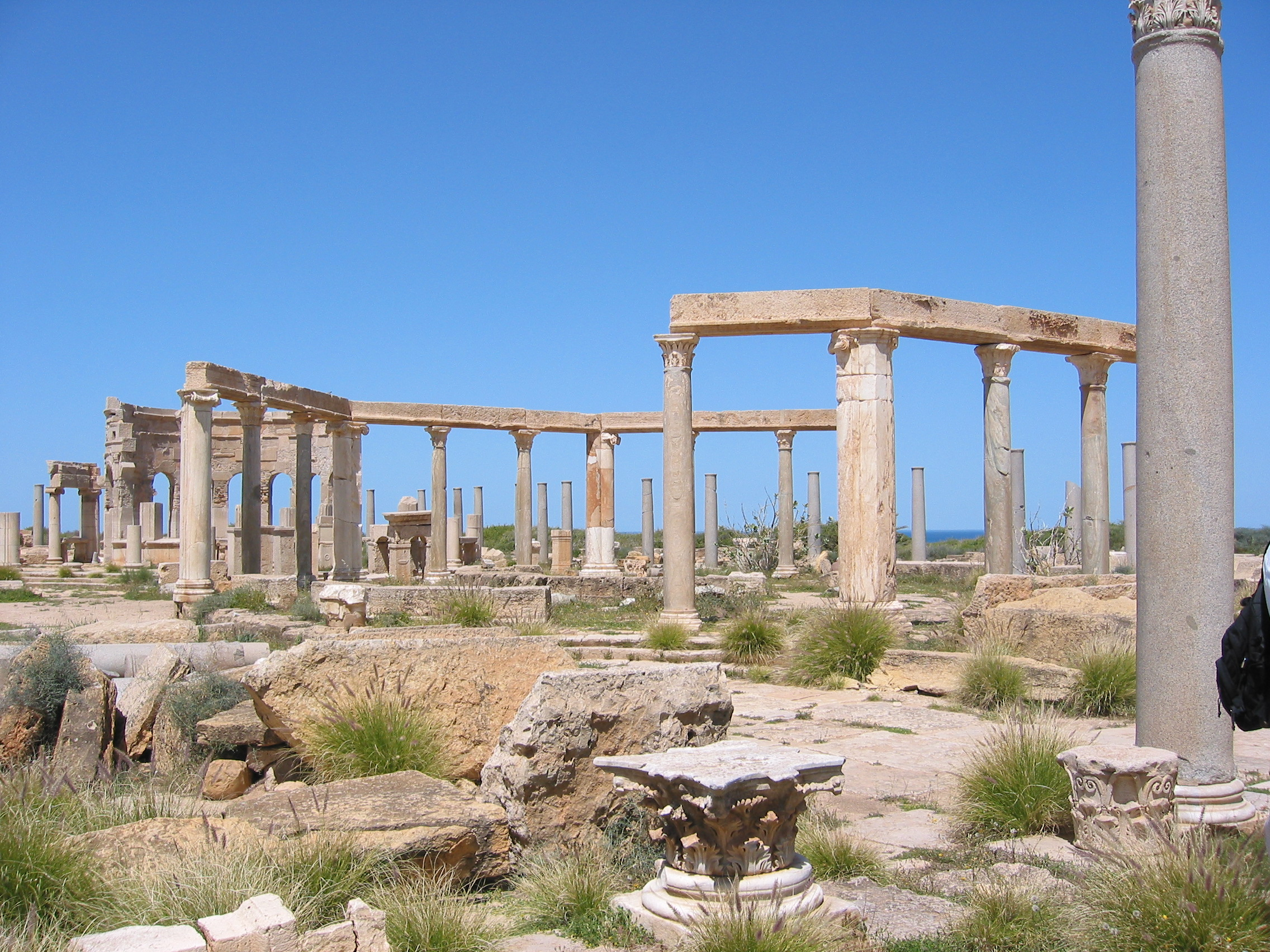
Marché de Leptis Magna, colonnes des édicules centraux

## Liste de vestiges de marchés antiques
- à Rome:
  - Marchés de Trajan ensemble exceptionnel, bâti sur plusieurs niveaux
  - Macellum Liviae d'Auguste
- à Thuburbo Majus, en Tunisie
- à Leptis Magna en Libye, conservé sur toute sa surface
- à Jerash en Jordanie
- à Cuicul (Djemila) en Algérie
- Macellum à Pompéi
- Macellum à Putéoles, improprement appelé "Temple de Sérapis"
- Macellum à Éphèse
- Macellum à Ampurias
- Macellum à Baelo Claudia
- Macellum à Lugdunum Convenarum (aujourd'hui Saint-Bertrand-de-Comminges)
- Macellum à Palmyre en Syrie (fouillé par la mission française de Palmyre entre 2002 et 2005)
- Macellum à Colonia Iulia Equestris (Nyon en Suisse)